# 冉天豪
冉天豪（1973年4月21日—），台灣作曲家，主要創作音樂劇與合唱藝術歌曲；曾任福爾摩沙合唱團、台北男聲合唱團、T42 Singers駐團編曲；現為天作之合劇場藝術總監，台北愛樂合唱團、台灣原聲童聲合唱團等特約編曲。。
畢業於國立政治大學英語系，雖未曾受正式音樂學院訓練，但自1994年大學時代開始為合唱團大量改編國、台語老歌，而後為管絃樂團、音樂劇團作曲與編曲。

## 主要作品
- 1994年開始從事合唱作、編曲，當時作品如《深別晚天－林徽音詩四首》、《蔣勳詩三首－我祝飲山、寂寞如夜、願》、《風雪戀星－徐志摩詩四首》、《致愛－愛情安魂曲》等。
- 2001年投入中文音樂劇作曲，作品如音樂劇《天堂邊緣》、音樂時代劇場《少年台灣》、《渭水春風》、《隔壁親家》、《四月望雨》、台北愛樂《雙城戀曲》等。戲劇配樂作品有果陀劇場《公寓春光》、可以演戲劇團《我們》。
- 2003年開始從事管絃樂團編曲，為長榮交響樂團、廣藝愛樂管弦樂團等特約編曲，作品如《交響詩－少年太魯閣》、《大稻埕進行曲》等。
- 2006年底與劇場同好成立「天作之合劇場」，擔任藝術總監與駐團作曲，2013年推出創團音樂劇《天堂邊緣》。
- 2014年音樂劇《MRT》。
- 2015年《黑膠男孩》黃士偉One Man Show全劇全新創作
- 2016年音樂劇《寂寞瑪奇朵》
- 2019年音樂劇《飲食男女》(改編李安電影)
- 2021年音樂劇《阿堯Shemenayha!》(改編小說《妖怪鳴歌錄》)

## 外部連結
- 冉天豪 笑言「被動」創作 學習音樂謎題 （页面存档备份，存于） - 「PAR表演藝術」雜誌社
- 文字裡的聲音，冉天豪 （页面存档备份，存于）
- 從語言學出發 冉天豪踏上音樂劇創作路 （页面存档备份，存于） - 政大創意實驗室
- 文字化作歌詞 作曲家冉天豪談音樂劇創作 （页面存档备份，存于） - 國立臺灣師範大學秘書室公共事務中心
- 冉天豪—華文音樂劇的推手 - 天作之合
- 冉天豪-好好說話和唱歌 找回語言的獨特魅力 （页面存档备份，存于） - TEDxTaipei